# Stazione di Châtillon-Saint-Vincent
Stazione di Châtillon-Saint-Vincent vasútállomás Olaszországban, Valle d’Aosta régióban, Châtillon településen.

## Vasútvonalak
Az állomást az alábbi vasútvonalak érintik:
- Chivasso-Ivrea-Aosta-vasútvonal

## Kapcsolódó állomások
A vasútállomáshoz az alábbi állomások vannak a legközelebb: 
- Stazione di Chambave